# Správní obvod obce s rozšířenou působností Znojmo
Správní obvod obce s rozšířenou působností Znojmo je od 1. ledna 2003 jedním ze dvou správních obvodů rozšířené působnosti obcí v okrese Znojmo v Jihomoravském kraji. Čítá 111 obcí.
Města Znojmo, Hrušovany nad Jevišovkou a městys Vranov nad Dyjí jsou obcemi s pověřeným obecním úřadem.

## Seznam obcí
Poznámka: Města jsou vyznačena tučně, městyse kurzívou.
- Bantice
- Běhařovice
- Bezkov
- Bítov
- Blanné
- Blížkovice
- Bojanovice
- Borotice
- Boskovštejn
- Božice
- Břežany
- Citonice
- Ctidružice
- Čejkovice
- Černín
- Dobšice
- Dyjákovice
- Dyjákovičky
- Dyje
- Grešlové Mýto
- Havraníky
- Hevlín
- Hluboké Mašůvky
- Hnanice
- Hodonice
- Horní Břečkov
- Horní Dunajovice
- Hostim
- Hrabětice
- Hrádek
- Hrušovany nad Jevišovkou
- Chvalatice
- Chvalovice
- Jaroslavice
- Jevišovice
- Jiřice u Moravských Budějovic
- Korolupy
- Kravsko
- Krhovice
- Křepice
- Křídlůvky
- Kuchařovice
- Kyjovice
- Lančov
- Lechovice
- Lesná
- Litobratřice
- Lubnice
- Lukov
- Mackovice
- Mašovice
- Medlice
- Mikulovice
- Milíčovice
- Morašice
- Němčičky
- Nový Šaldorf-Sedlešovice
- Olbramkostel
- Oleksovice
- Onšov
- Oslnovice
- Pavlice
- Plaveč
- Plenkovice
- Podhradí nad Dyjí
- Podmolí
- Podmyče
- Práče
- Pravice
- Prokopov
- Prosiměřice
- Přeskače
- Rozkoš
- Rudlice
- Slatina
- Slup
- Stálky
- Starý Petřín
- Stošíkovice na Louce
- Strachotice
- Střelice
- Suchohrdly
- Šafov
- Šanov
- Šatov
- Štítary
- Šumná
- Tasovice
- Těšetice
- Tvořihráz
- Uherčice
- Újezd
- Únanov
- Valtrovice
- Velký Karlov
- Vevčice
- Višňové
- Vítonice
- Vracovice
- Vranov nad Dyjí
- Vranovská Ves
- Vratěnín
- Vrbovec
- Výrovice
- Vysočany
- Zálesí
- Zblovice
- Znojmo
- Želetice
- Žerotice
- Žerůtky

## Obyvatelstvo
| Rok  | Obyv.   | ± %    |
| ---- | ------- | ------ |
| 1869 | 85 270  | —      |
| 1880 | 92 223  | +8,2 % |
| 1890 | 97 010  | +5,2 % |
| 1900 | 101 900 | +5 %   |
| 1910 | 106 525 | +4,5 % |

| Rok  | Obyv.   | ± %     |
| ---- | ------- | ------- |
| 1921 | 107 995 | +1,4 %  |
| 1930 | 114 935 | +6,4 %  |
| 1950 | 84 135  | −26,8 % |
| 1961 | 89 055  | +5,8 %  |
| 1970 | 86 854  | −2,5 %  |

| Rok  | Obyv.  | ± %    |
| ---- | ------ | ------ |
| 1980 | 90 135 | +3,8 % |
| 1991 | 89 137 | −1,1 % |
| 2001 | 89 902 | +0,9 % |
| 2011 | 89 581 | −0,4 % |
| 2021 | 90 118 | +0,6 % |